# 72596 Зілка
72596 Зілка (72596 Zilkha) — астероїд головного поясу, відкритий 21 березня 2001 року.
Тіссеранів параметр щодо Юпітера — 3,459.